# Air Ghana
Air Ghana è una compagnia aerea cargo del Ghana con sede presso il Ghana Airport Cargo Center (GACC) ad Accra, in Ghana, e con hub principale presso l'aeroporto Internazionale Kotoka ad Accra.

## Storia
Air Ghana è stata fondata nel 1993 come società di logistica aerea. È cresciuta fino a fornire servizi di assistenza a terra, movimentazione merci, GSSA e supporto aereo nei due decenni successivi.
Nel 2014, Air Ghana ha ricevuto il suo certificato di operatore aereo dall'Autorità per l'aviazione civile del Ghana e ha iniziato le operazioni con un Boeing 737-400 cargo per conto di DHL.
Nel 2016, Air Ghana ha aperto il Ghana Airport Cargo Center, un magazzino merci dedicato di 10.000 m² integrato da 9.000 m² di uffici, in collaborazione con Ghana Airports Company Limited e Swissport.

## Flotta
A dicembre 2022 la flotta di Air Ghana è così composta: